# Café dalgona
El café dalgona (en coreano: 달고나커피) es una bebida que se elabora batiendo proporciones iguales de café instantáneo en polvo, azúcar y agua caliente hasta que se forme una crema o espuma. Después se añade esta crema sobre leche fría o caliente. A veces se decora con polvo de café, cacao, galletas o miel.  Esta receta la compartieron y popularizaron en medios de comunicación sociales durante la pandemia de coronavirus 2019-20 personas que estaban cumpliendo la cuarentena en casa y comenzaron a grabar vídeos batiendo el café a mano, sin utilizar batidoras. El nombre proviene de dalgona, una golosina de azúcar coreana, debido al parecido en gusto y aspecto, a pesar de que la mayoría de estos cafés no contienen dalgona.

## Historia
La moda viral de compartir recetas y fotos al estilo hazlo tú mismo ('do-it-yourself' o 'DIY' en inglés) con este café se hizo popular primero durante el período de distanciamiento físico ordenado en Corea del Sur. Por esta razón se bautizó como la «bebida de la cuarentena» o el «café de la cuarentena». Se cree que el actor surcoreano Jung Il-woo fue quien le dio el nombre, cuando pidió un café batido en una cafetería en Macao durante su aparición en un programa de televisión llamado Stars' Top Recipe at Fun-Staurant  (신상출시 편스토랑) y comparó su sabor con el del dalgona, un tipo de café coreano con tofi de miel.